# 설리번 대수
호모토피 이론에서 설리번 대수(Sullivan代數, 영어: Sullivan algebra)는 특별한 형태의 유리수 계수 가환 미분 등급 대수이다. 이를 통하여, 위상 공간의 호모토피 군에서, 꼬임 부분군을 제외한 나머지 부분(즉, 유리수와의 텐서곱)을 계산할 수 있으며, 이 이론을 유리수 호모토피 이론(有理數homotopy理論, 영어: rational homotopy theory)이라고 한다.

## 정의
체 {\displaystyle K} 위의 설리번 대수 {\displaystyle (B,\leq ,\deg ,\mathrm {d} )}는 다음과 같은 데이터로 주어진다.:Definition 1.10
- 정렬 집합 {\displaystyle (B,\leq )}. 이로부터 {\displaystyle K}-벡터 공간 {\displaystyle V=\operatorname {Span} _{K}B}을 정의할 수 있다.
- 함수 {\displaystyle \deg \colon B\to \mathbb {N} }. 이로부터 등급 벡터 공간 {\displaystyle \textstyle V=\bigoplus _{i\in \mathbb {N} }V_{i}}, {\displaystyle \textstyle V_{i}=\operatorname {Span} \{b\in B\colon \deg b=i\}}을 정의할 수 있다. 또한, 이로부터 외대수 {\displaystyle \textstyle \bigwedge (V)}를 정의할 수 있으며, 이는 가환 {\displaystyle K}-등급 대수를 이룬다.
- 함수 {\displaystyle \textstyle \mathrm {d} \colon B\to \bigwedge (V)}. 이는 선형성 및 곱 규칙을 사용하여 미분 연산 {\displaystyle \textstyle \mathrm {d} \colon \bigwedge (V)\to \bigwedge (V)}로 연장된다.

이는 두 다음 조건을 만족시켜야 한다.
- 임의의 {\displaystyle b\in B}에 대하여, {\displaystyle \textstyle \mathrm {d} b\in \bigwedge (\operatorname {Span} _{K}\{c\in B\colon c<b\})}이다.
- {\displaystyle \textstyle (\bigwedge (V),\wedge ,\mathrm {d} )}는 가환 미분 등급 대수를 이룬다.

설리번 대수 {\displaystyle (B,\leq ,\deg ,\mathrm {d} )}가 다음 조건을 만족시킨다면, 최소 설리번 대수(最少Sullivan代數, 영어: minimal Sullivan algebra)라고 한다.
{\displaystyle \deg \colon (B,\leq )\to (\mathbb {N} ,\leq )}는 증가 함수이다. 즉, 임의의 {\displaystyle b,c\in B}에 대하여 {\displaystyle b\leq c}라면 {\displaystyle \deg b\leq \deg c}이다.:Definition 1.10

### 상대 설리번 대수
보다 일반적으로, 설리번 대수의 개념을 다음과 같이 상대화할 수 있다.
체 {\displaystyle K} 위의 가환 미분 등급 대수 {\displaystyle A} 위의 상대 설리번 대수(相對Sullivan代數, 영어: relative Sullivan algebra)는 다음과 같은 데이터로 주어진다.
- 정렬 집합 {\displaystyle (B,\leq )}. 이로부터 {\displaystyle K}-벡터 공간 {\displaystyle V=\operatorname {Span} _{K}B}을 정의할 수 있다.
- 함수 {\displaystyle \deg \colon B\to \mathbb {N} }. 이로부터 등급 벡터 공간 {\displaystyle \textstyle V=\bigoplus _{i\in \mathbb {N} }V_{i}}, {\displaystyle \textstyle V_{i}=\operatorname {Span} \{b\in B\colon \deg b=i\}}을 정의할 수 있다. 또한, 이로부터 외대수 {\displaystyle \textstyle \bigwedge (V)}를 정의할 수 있으며, 이는 가환 {\displaystyle K}-등급 대수를 이룬다.
- 함수 {\displaystyle \textstyle \mathrm {d} \colon B\to A\otimes _{K}\bigwedge (V)}. 이를 선형성 및 곱 규칙에 따라 {\displaystyle \textstyle \mathrm {d} \colon A\otimes _{K}\bigwedge (V)\to A\otimes _{K}\bigwedge (V)}로 연장시킬 수 있다.

이는 다음 두 조건을 만족시켜야 한다.
- 임의의 {\displaystyle a\in A} 및 {\displaystyle b\in B}에 대하여, {\displaystyle \textstyle \mathrm {d} b\in A\otimes _{K}\bigwedge (\operatorname {Span} _{K}\{c\in B\colon c<b\})}이다.
- {\displaystyle \textstyle (A\otimes _{K}\bigwedge (V),\wedge ,\mathrm {d} )}는 가환 미분 등급 대수를 이룬다.

이 정의에서, 만약 {\displaystyle \deg \colon (B,\leq )\to (\mathbb {N} ,\leq )}가 증가 함수라면, 이를 최소 상대 설리번 대수(最小相對Sullivan代數, 영어: minimal relative Sullivan algebra)라고 한다.
설리번 대수는 {\displaystyle (K,\mathrm {d} =0)} 위의 상대 설리번 대수와 같으며, 최소 설리번 대수는 {\displaystyle (K,\mathrm {d} =0)} 위의 최소 상대 설리번 대수와 같다.

## 연산
가환 미분 등급 대수 {\displaystyle A}에 대한 임의의 상대 설리번 대수 {\displaystyle (B,\leq ,\deg ,\mathrm {d} )}에 대하여, 임의의 {\displaystyle b\in B}에 대하여, {\displaystyle B'=\{b'\in B\colon b'<b\}}를 정의하면, {\displaystyle (B',\leq \upharpoonright B'^{2},\deg \upharpoonright B',\mathrm {d} \upharpoonright B')} 역시 {\displaystyle A} 위의 상대 설리번 대수를 이룬다. (여기서 {\displaystyle \upharpoonright }은 함수의 제한을 뜻한다.)
또한, 만약 {\displaystyle B}가 최소 상대 설리번 대수라면 {\displaystyle B'} 역시 최소 상대 설리번 대수이다.

## 성질

### 낮은 차수가 자명한 설리번 대수
집합 {\displaystyle B} 및 함수
{\displaystyle \deg \colon B\to \mathbb {N} }
및 임의의 함수
{\displaystyle \mathrm {d} \colon B\to V=\bigwedge (\operatorname {Span} _{K}B)}
가 주어졌다고 하자. 이는 곱 규칙을 사용하여
{\displaystyle \mathrm {d} \colon V\to V}
로 연장시킬 수 있다. {\displaystyle (V,\mathrm {d} ,\wedge )}가 미분 등급 대수를 이룬다고 하자. 그렇다면, 다음이 성립한다.:Remark 1.11
- 만약 {\displaystyle \forall b\in B\colon \deg b\geq 2}라면, {\displaystyle B} 위에는 항상 {\displaystyle (B,\leq ,\deg ,\mathrm {d} )}가 설리번 대수가 되게 하는 정렬 순서 {\displaystyle \leq }를 부여할 수 있다.
- 만약 {\displaystyle \forall b\in B\colon \deg b\geq 2}이며, 임의의 {\displaystyle b\in B}에 대하여 {\displaystyle \mathrm {d} b\in \textstyle \bigoplus _{n\geq 2}(\operatorname {Span} _{K}B)^{\wedge n}}이라면 (즉, {\displaystyle \mathrm {d} b}가 길이 2 이상의 문자열들의 선형 결합이라면), {\displaystyle B} 위에는 항상 {\displaystyle (B,\leq ,\deg ,\mathrm {d} )}가 최소 설리번 대수가 되게 하는 정렬 순서 {\displaystyle \leq }를 부여할 수 있다.

또한, 만약 {\displaystyle \forall b\in B\colon \deg b\geq 2}일 때, 주어진 설리번 대수와 유사동형인 최소 설리번 대수는 (동형을 무시하면) 유일하다. 즉, 최소 설리번 대수들은 설리번 대수들의 유사동형(의 지그재그)에 대한 동치류들과 전단사로 대응한다.

### 위상 공간의 설리번 대수
임의의 단체 복합체(와 호모토피 동치인 위상 공간) {\displaystyle X}에 대하여, 유리수 계수 다항식 미분 형식의 설리번 대수 {\displaystyle A_{\text{PL}}(X)}를 정의할 수 있다. 이는 일반적으로 매우 큰 설리번 대수이지만, 이에 대한 최소 설리번 대수는 쉽게 계산하고 다룰 수 있다. 형식적 공간(영어: formal space)은 그 유리수 계수 다항식 미분 형식의 설리번 대수가 형식적인 단체 복합체와 호모토피 동치인 위상 공간이다.
위상 공간의 설리번 대수들의 유사동형(의 지그재그) 동치류들은 위상 공간의 유리수 호모토피 동치(영어: rational homotopy equivalence)와 같다. 즉, 위상 공간의 유리수 호모토피 동치류는 최소 설리번 대수들로 구별할 수 있다.

### 위상 공간의 호모토피 군
단체 복합체와 호모토피 동치인 위상 공간 {\displaystyle X}의 유리수 계수 다항식 미분 형식 대수가 설리번 대수 {\displaystyle (B,\leq ,\deg ,\mathrm {d} )}와 유사동형이라고 하자. 또한, {\displaystyle X}가 멱영 공간이라고 하자.
그렇다면, 다음이 성립한다.
{\displaystyle \pi _{i}(X)\otimes _{\mathbb {Z} }\mathbb {Q} \cong \operatorname {Span} _{\mathbb {Q} }\deg ^{-1}(i)}
즉, {\displaystyle X}의 {\displaystyle i}차 호모토피 군의 계수는 차수 {\displaystyle i}를 갖는 기저 벡터의 수와 같다.

### 이분율
코호몰로지
{\displaystyle \bigoplus _{i}\operatorname {H} ^{i}(X)}
의 차원이 유한한 연결 단일 연결 최소 설리번 대수 {\displaystyle X}는 다음과 같이 두 종류로 분류될 수 있다.
- 타원형(영어: elliptic): {\displaystyle \textstyle \dim \bigoplus _{i}\pi _{i}(X)<\infty }
- 쌍곡형(영어: hyperbolic): {\displaystyle \textstyle \dim \bigoplus _{i}\pi _{i}(X)=\infty }

타원형 최소 설리번 대수 {\displaystyle X}에 대하여, 그 생성원의 차수들이
{\displaystyle 2a_{1},2a_{2},\dotsc ,2a_{p}}
및
{\displaystyle 2b_{1}-1,2b_{2}-2,\dotsc ,2b_{q}-1}
라고 하자. 즉, {\displaystyle p}개의 짝수 차수 생성원과 {\displaystyle q}개의 홀수 차수 생성원이 존재한다. 그렇다면, 다음이 성립한다.:Theorem 2.27
{\displaystyle \sum _{i}(2b_{i}-1)-\sum _{j}(2a_{j}-1)=\operatorname {fdim} X}
{\displaystyle \sum _{j}a_{j}\leq {\frac {1}{2}}\operatorname {fdim} X}
{\displaystyle \sum _{i}(2b_{i}-1)\leq 2(\operatorname {fdim} X)-1}
{\displaystyle p\leq q}
여기서
{\displaystyle \operatorname {fdim} X=\max\{n\in \mathbb {N} \colon \operatorname {H} ^{n}(X)\neq 0\}}
은 {\displaystyle X}의 형식적 차원(영어: formal dimension)이다.
쌍곡형 최소 설리번 대수에 대하여, 다음이 성립한다.
- 호모토피 군들의 차원은 기하 수열 이상으로 증가한다. 즉, {\displaystyle \forall n\geq N\colon \sum _{i}^{n}\pi _{n}(X)\geq C^{n}}이 되는 실수 {\displaystyle C>1} 및 자연수 {\displaystyle N\in \mathbb {N} }이 존재한다.[3]:Theorem 2.33
- 임의의 {\displaystyle k\geq 1}에 대하여, {\displaystyle \pi _{i}(X)\neq 0}이며 {\displaystyle k<i<k+n}인 {\displaystyle i\in \mathbb {Z} }가 존재한다.[3]:Theorem 2.34
- 임의의 {\displaystyle k\gg 1}에 대하여, {\displaystyle \forall n\geq N\colon \sum _{i=k+1}^{k+n-1}\dim \pi _{i}(X)\geq {\frac {\dim \pi _{k}(X)}{\dim \operatorname {H} ^{\bullet }(X)}}}인 {\displaystyle k<i<k+n}가 존재한다.[3]:Theorem 2.34

## 예

### 자명한 설리번 대수
임의의 정렬 집합 {\displaystyle (B,\leq )} 및 임의의  증가 함수
{\displaystyle \deg \colon B\to \mathbb {N} }
에 대하여, 자명한 미분
{\displaystyle \mathrm {d} b=0}
을 부여하자. 그렇다면, {\displaystyle (B,\leq ,\deg ,0)}은 최소 설리번 대수를 이룬다.
특히, {\displaystyle B=\varnothing }일 때, {\displaystyle (K,\mathrm {d} =0)}은 {\displaystyle K} 위의 최소 설리번 대수를 이룬다.

### 홀수 차원 초구
{\displaystyle n}차원 초구 {\displaystyle \mathbb {S} ^{n}}의 유리수 계수 코호몰로지는 다음과 같다.
{\displaystyle \dim _{\mathbb {Q} }\operatorname {H} ^{k}(\mathbb {S} ^{n})\otimes _{\mathbb {Z} }\mathbb {Q} ={\begin{cases}1&k=0,n\\0&k\neq 0,n\end{cases}}}
따라서, 홀수 차원의 초구의 경우, 최소 설리번 모형은 차수 {\displaystyle n}의 생성원 {\displaystyle a} 하나만을 가지며, 이 경우 {\displaystyle \mathrm {d} a=0}이다.:259–260, Example 19.1 즉,
{\displaystyle B=\{a\}}
{\displaystyle \deg \colon a\mapsto 1}
{\displaystyle \mathrm {d} a=0}
이다.

### 짝수 차원 초구
짝수 차원의 초구의 경우, 최소 설리번 모형은 차수 {\displaystyle n}의 생성원 {\displaystyle a}를 가지지만, {\displaystyle a}가 짝수 차수를 가지므로 {\displaystyle a^{2}\neq 0}이다. 따라서, {\displaystyle a^{2}}가 코호몰로지류를 이루는 것을 막기 위해, {\displaystyle 2n-1}차의 생성원 {\displaystyle b}를 추가해야 한다. 즉, 최소 설리번 대수는 다음과 같다.:260, Example 19.2
{\displaystyle B=\{a,b\}}
{\displaystyle a<b}
{\displaystyle \deg \colon a\mapsto n}
{\displaystyle \deg \colon b\mapsto 2n-1}
{\displaystyle \mathrm {d} a=0}
{\displaystyle \mathrm {d} b=a^{2}}
이에 따라, 초구의 호모토피 군의 계수를 계산할 수 있다. (그러나 초구의 호모토피 군의 꼬임 부분군을 계산하는 것은 매우 어려운 문제이다.)

### 복소수 사영 공간
복소수 사영 공간 {\displaystyle \mathbb {CP} ^{n}}의 유리수 계수 코호몰로지는
{\displaystyle \dim _{\mathbb {Q} }\operatorname {H} ^{k}(\mathbb {CP} ^{n})\otimes _{\mathbb {Z} }\mathbb {Q} ={\begin{cases}1&k=0,2,\dots ,2n\\0&k\neq 0,2,\dots ,2n\end{cases}}}
이다. 따라서, 이 경우 최소 설리번 모형은 다음과 같다.:260, Example 19.3
{\displaystyle B=\{a,b\}}
{\displaystyle a<b}
{\displaystyle \deg a=2}
{\displaystyle \deg b=2n+1}
{\displaystyle \mathrm {d} a=0}
{\displaystyle \mathrm {d} b=a^{n+1}}
무한 차원 복소수 사영 공간 {\displaystyle \mathbb {CP} ^{\infty }}의 경우, 최소 설리번 모형은 다음과 같이 생성원 {\displaystyle b}가 없어져 더 간단하다.
{\displaystyle \deg a=2}
{\displaystyle \mathrm {d} a=0}

### 비형식적 최소 설리번 대수
형식적이지 않은 최소 설리번 대수의 예로는 다음을 들 수 있다.
{\displaystyle B=\{a,b,x,y\}}
{\displaystyle a<b<x<y}
{\displaystyle \deg a=2,\quad \deg b=\deg x=3,\quad \deg y=4}
{\displaystyle \mathrm {d} a=\mathrm {d} b=0,\qquad \mathrm {d} x=a^{2},\qquad \mathrm {d} y=ab}
이 설리번 대수의 코호몰로지는 {\displaystyle [a]}, {\displaystyle [b]}, {\displaystyle [xb-ay]}로 구성된다. 최소 설리번 대수에서 그 코호몰로지로 가는 등급 대수 준동형 {\displaystyle f}는 차수의 제약에 따라
{\displaystyle f(a)\propto [a]}
{\displaystyle f(y)=0}
{\displaystyle f(b)\propto [b]}
{\displaystyle f(x)\propto [b]}
가 되는데, 따라서
{\displaystyle f(xb-ay)=f(x)f(b)-f(a)f(y)=0}
이 된다. 따라서, {\displaystyle f}는 유사동형이 될 수 없다.

### 설리번 대수가 아닌, 외대수 위의 미분 등급 대수 구조
다음과 같은 구성을 생각하자.
{\displaystyle B=\{x,y,z\}}
{\displaystyle \deg x=\deg y=\deg z=1}
{\displaystyle V=\bigwedge (\operatorname {Span} _{K}B)}
{\displaystyle \mathrm {d} x=yz}
{\displaystyle \mathrm {d} y=zx}
{\displaystyle \mathrm {d} z=xy}
이는 가환 미분 등급 대수를 이루며, {\displaystyle V}는 {\displaystyle B}로 생성되는 외대수이지만, {\displaystyle B} 위에는 {\displaystyle (B,\leq ,\deg ,\mathrm {d} )}가 설리번 대수가 되게 하는 전순서 {\displaystyle \leq }를 줄 수 없으며, {\displaystyle \operatorname {Span} _{K}B}의 다른 기저를 잡더라도 이를 설리번 대수로 만들 수 없다.:Example 1.12

## 역사
데니스 설리번이 1970년대에 제창하였다.